# Potok (Rimavská Sobota)
Potok (bis 1927 slowakisch „Dobrý Potok“; ungarisch Dobrapatak) ist eine Gemeinde in der südlichen Mittelslowakei mit 21 Einwohnern (Stand 31. Dezember 2024), die im Okres Rimavská Sobota, einem Kreis des Banskobystrický kraj, liegt und zur traditionellen Landschaft Gemer gehört.

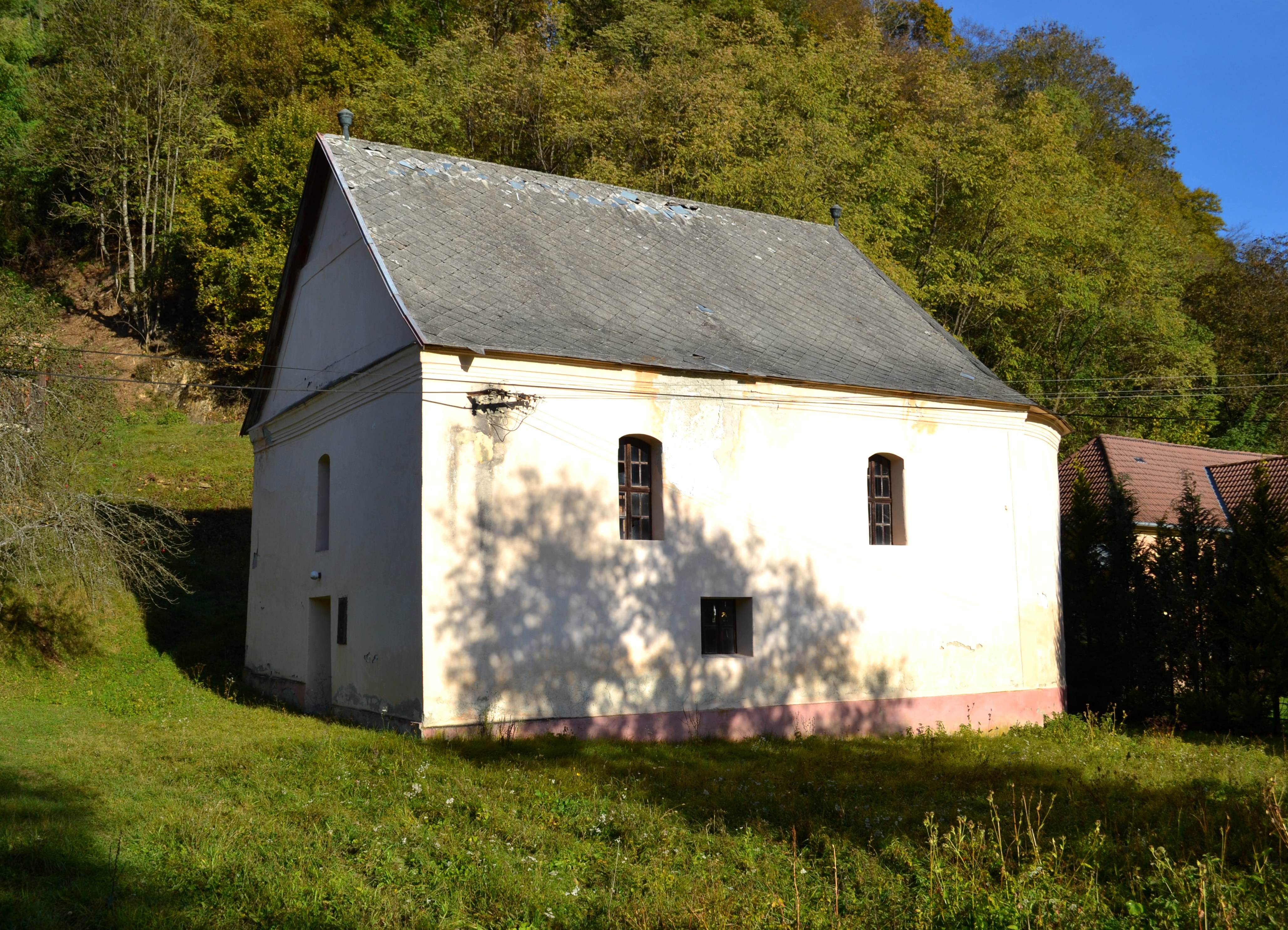
Evangelische Kirche

## Geographie
Die Gemeinde befindet sich im Bergland Revúcka vrchovina innerhalb des Slowakischen Erzgebirges, am Oberlauf des Blh, als der Fluss einen linksseitigen Bach aufnimmt. Das Ortszentrum liegt auf einer Höhe von 288 m n.m. und ist 17 Kilometer von Hnúšťa sowie 27 Kilometer von Rimavská Sobota entfernt (jeweils Straßenentfernung).
Nachbargemeinden sind Rovné im Norden, Ratkovská Suchá im Nordosten, Ratkovská Lehota im Osten, Lipovec im Südosten, Hrušovo im Süden, Hnúšťa im Westen und Poproč im Nordwesten.

## Geschichte
Potok wurde zum ersten Mal 1323 als Dobrapataka schriftlich erwähnt und entstand im späten 13. Jahrhundert. Das Dorf war Besitz der Familie Széchy, ab dem 15. Jahrhundert der Familie Derencsényi und im 17. Jahrhundert kam es zur Herrschaft der Burg Muráň. 1773 wohnten in Lipovec 36 leibeigene Bauern- und sieben Untermieterfamilien, 1828–37 zählte man 52 Häuser und 423 Einwohner, die als Schafhalter, Hersteller von Holzgeschirr, Fuhrmänner, Hausierer beschäftigt waren.
Bis 1918/19 gehörte der im Komitat Gemer und Kleinhont liegende Ort zum Königreich Ungarn und kam danach zur Tschechoslowakei beziehungsweise heute Slowakei.

## Bevölkerung
| Jahr                | 1994 | 2004     | 2014     | 2024     |
| ------------------- | ---- | -------- | -------- | -------- |
| Anzahl der Personen | 58   | 36       | 41       | 21       |
| Unterschied         |      | −37,93 % | +13,88 % | −48,78 % |

| Jahr                | 2023 | 2024     |
| ------------------- | ---- | -------- |
| Anzahl der Personen | 19   | 21       |
| Unterschied         |      | +10,52 % |

Gemäß der Volkszählung 2011 wohnten in Potok 48 Einwohner, davon 39 Slowaken und sieben Roma. Ein Einwohner gab eine andere Ethnie an und ein Einwohner machte keine Angabe zur Ethnie.
12 Einwohner bekannten sich zur Evangelischen Kirche A. B. und drei Einwohner zur römisch-katholischen Kirche. 32 Einwohner waren konfessionslos und bei einem Einwohner wurde die Konfession nicht ermittelt.

## Baudenkmäler
- evangelische Kirche im klassizistischen Stil aus dem Jahr 1791[6]
- Glockenturm im neogotischen Stil aus dem späten 19. Jahrhundert

## Söhne und Töchter der Gemeinde
- Jozef Škultéty (1853–1948), slowakischer Literaturkritiker, Historiker und Sprachwissenschaftler